# Эксперимент
Экспериме́нт (от лат. experimentum — проба, опыт) — процедура, выполняемая для поддержки, опровержения или подтверждения гипотезы или теории.
Эксперименты могут значительно различаться по целям и масштабам, как правило, полагаются на повторяемую процедуру и логический анализ результатов. К экспериментам также относят и естественные исследования — действия, направленные на удовлетворение любопытства. Эксперимент является одним из источников опыта и эмпирических данных. Научным называют эксперимент, реализуемый в рамках научного метода.
Эксперимент выступает в качестве инструмента:
- определения научности гипотезы или теории — критерия Поппера, согласно которому эмпирическая система должна допускать опровержение на основании эксперимента[7];
- проверки теоретических положений на соответствие реальности — верификация[8].

## Модели эксперимента
Безупречный эксперимент — невоплотимая на практике модель эксперимента, используемая психологами-экспериментаторами в качестве эталона. В экспериментальную психологию данный термин ввёл Роберт Готтсданкер, автор известной книги «Основы психологического эксперимента», считавший, что использование подобного образца для сравнения приведёт к более эффективному совершенствованию экспериментальных методик и выявлению возможных ошибок в планировании и проведении психологического эксперимента.
Случайный эксперимент (случайное испытание, случайный опыт) — математическая модель соответствующего реального эксперимента, результат которого невозможно точно предсказать. Математическая модель должна удовлетворять требованиям:
- она должна быть адекватна и адекватно описывать эксперимент;
- должна быть определена совокупность множества наблюдаемых результатов в рамках рассматриваемой математической модели при строго определённых фиксированных начальных данных, описываемых в рамках математической модели;
- должна существовать принципиальная возможность осуществления эксперимента со случайным исходом сколь угодное количество раз при неизменных входных данных;
- должно быть доказано требование или априори принята гипотеза о стохастической устойчивости относительной частоты для любого наблюдаемого результата, определённого в рамках математической модели.

Эксперимент не всегда реализуется так, как задумывалось, поэтому было придумано математическое уравнение относительной частоты реализаций эксперимента:

Пусть имеется некоторый реальный эксперимент и пусть через A обозначен наблюдаемый в рамках этого эксперимента результат. Пусть произведено n экспериментов, в которых результат A может реализоваться или нет. И пусть k — это число реализаций наблюдаемого результата A в n произведенных испытаниях, считая что произведенные испытания являются независимыми.

## Виды экспериментов

### Физический эксперимент
Физический эксперимент — способ познания природы, заключающийся в изучении природных явлений в специально созданных условиях. В отличие от теоретической физики, которая исследует математические модели природы, физический эксперимент призван исследовать саму природу.
Именно несогласие с результатом физического эксперимента является критерием ошибочности физической теории, или более точно, неприменимости теории к окружающему нас миру. Обратное утверждение не верно: согласие с экспериментом не может быть доказательством правильности (применимости) теории. То есть главным критерием жизнеспособности физической теории является проверка экспериментом.
В идеале, Экспериментальная физика должна давать только описание результатов эксперимента, без какой-либо их интерпретации. Однако на практике это недостижимо. Интерпретация результатов более-менее сложного физического эксперимента неизбежно опирается на то, что у нас есть понимание, как ведут себя все элементы экспериментальной установки. Такое понимание, в свою очередь, не может не опираться на какие-либо теории.

### Компьютерный эксперимент
Компьютерный (численный) эксперимент — это эксперимент над математической моделью объекта исследования на ЭВМ, который состоит в том, что по одним параметрам модели вычисляются другие её параметры и на этой основе делаются выводы о свойствах объекта, описываемого математической моделью. Данный вид эксперимента можно лишь условно отнести к эксперименту, потому как он не отражает природные явления, а лишь является численной реализацией созданной человеком математической модели. Действительно, при некорректности в мат. модели — её численное решение может быть строго расходящимся с физическим экспериментом.

### Психологический эксперимент
Психологический эксперимент — проводимый в специальных условиях опыт для получения новых научных знаний посредством целенаправленного вмешательства исследователя в жизнедеятельность испытуемого. Различными авторами понятие «психологический эксперимент» трактуется неоднозначно, зачастую под экспериментом в психологии рассматривается комплекс разных самостоятельных эмпирических методов (собственно эксперимент, наблюдение, опрос, тестирование). Однако традиционно в экспериментальной психологии эксперимент считается самостоятельным методом. В рамках психологического консультирования, психологическим экспериментом называют специально созданную ситуацию, предназначенную для более целостного (в различных модальностях) переживания клиентом собственного опыта.

### Мысленный эксперимент
Мысленный эксперимент в философии, физике и некоторых других областях знания — вид познавательной деятельности, в которой структура реального эксперимента воспроизводится в воображении. Как правило, мысленный эксперимент проводится в рамках некоторой модели (теории) для проверки её непротиворечивости. При проведении мысленного эксперимента могут обнаружиться противоречия внутренних постулатов модели либо их несовместимость с внешними (по отношению к данной модели) принципами, которые считаются безусловно истинными (например, с законом сохранения энергии, принципом причинности и т. д.).

### Критический эксперимент
Критический эксперимент — это эксперимент, исход которого однозначно определяет, является ли конкретная теория или гипотеза верной. Этот эксперимент должен дать предсказанный результат, который не может быть выведен из других, общепринятых гипотез и теорий.

### Пилотный эксперимент
Пилотный эксперимент (pilot experiment) — пробное экспериментальное исследование, в котором апробируются основная гипотеза, подходы к исследованию, план, проверяется работоспособность применяемых методик, уточняются технические моменты процедур эксперимента. Он проводится на небольшой выборке, без строгого контроля переменных. Пилотный эксперимент позволяет устранить грубые ошибки в формулировке гипотезы, конкретизировать цель, уточнить методику проведения эксперимента, оценить возможность получения экспериментального эффекта.

### Вспомогательные методы
- тестирование
- анализ продуктов деятельности
- математическая статистика